# Pierre Robin (ingénieur)
Pour les articles homonymes, voir Pierre Robin et Robin.
Pierre Robin, né le 14 août 1927 au Voide et mort le 5 août 2020 à Messigny-et-Vantoux, est un concepteur d'avions légers. Il est le fondateur des Avions Pierre Robin.

## Biographie
Pierre Robin est instructeur à l'aéroclub de la Côte-d'Or alors implanté sur la base aérienne 102 Dijon-Longvic puis sur un terrain qu'il découvre à Darois. 
Il crée avec Jean Délémontez un nouvel avion avec une aile de Jodel D10. Cela sera le "Jodel-Robin". Plusieurs membres de l'aéroclub lui commandent 10 avions. Il fonde ainsi Centre-Est Aéronautique en 1957 et construit ses premiers avions, des Robin DR-100.
C'est avec un tel avion, modifié pour la compétition notamment par l'intégration d'un moteur Potez et baptisé "Sicile", que Pierre Robin et son épouse Thérèse remportent en 1963 le prestigieux rallye international de Sicile après 2 éditions où ils ont fini deuxième.
Ce succès annonce le succès commercial de la société dans les années qui vont suivre. Il développe la série d'avions DR avec Jean Délémontez, dont le DR-400, dont la carrière se poursuit depuis plus de 50 ans, avec 2.700 unités construites depuis 1972, puis la série d'avions HR avec Chris Heintz.
La société est renommée Avions Pierre Robin en 1970. La production est temporairement interrompue par un incendie qui détruit l'usine le 18 avril 1972. Celle-ci est en effet reconstruite en un temps record.
Pierre Robin vend sa société à Apex Aircraft en 1988.
En 2019, ses créations représentent plus du tiers du parc des aéro-clubs français.
Pierre et Thérèse Robin sont les parents de Christophe Robin, fondateur de Dyn'Aéro, qui deviendra directeur technique de Daher en 2010.

## Créations

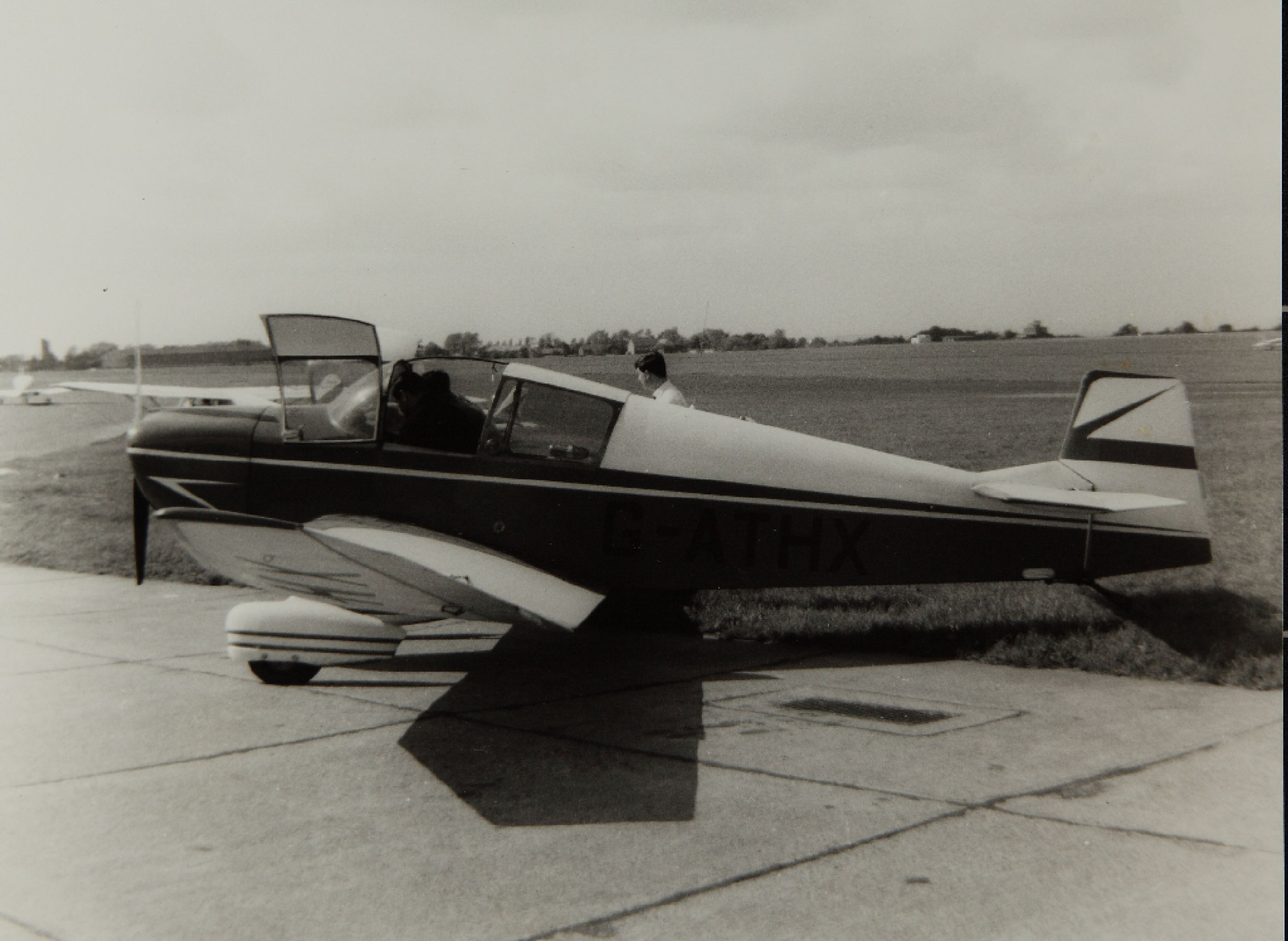
Un des premiers Robin DR-100 construit en 1959.
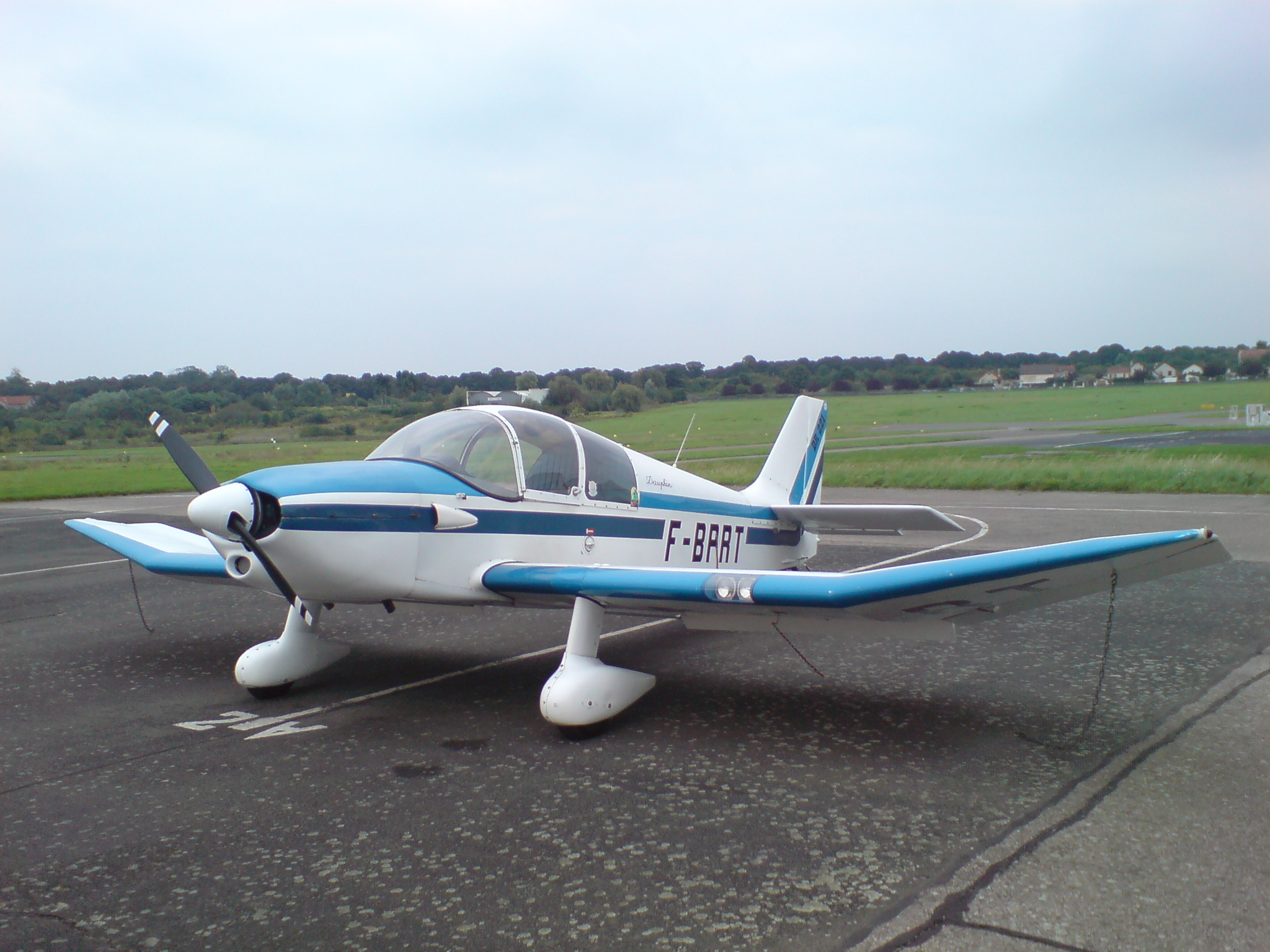
Robin DR-221.
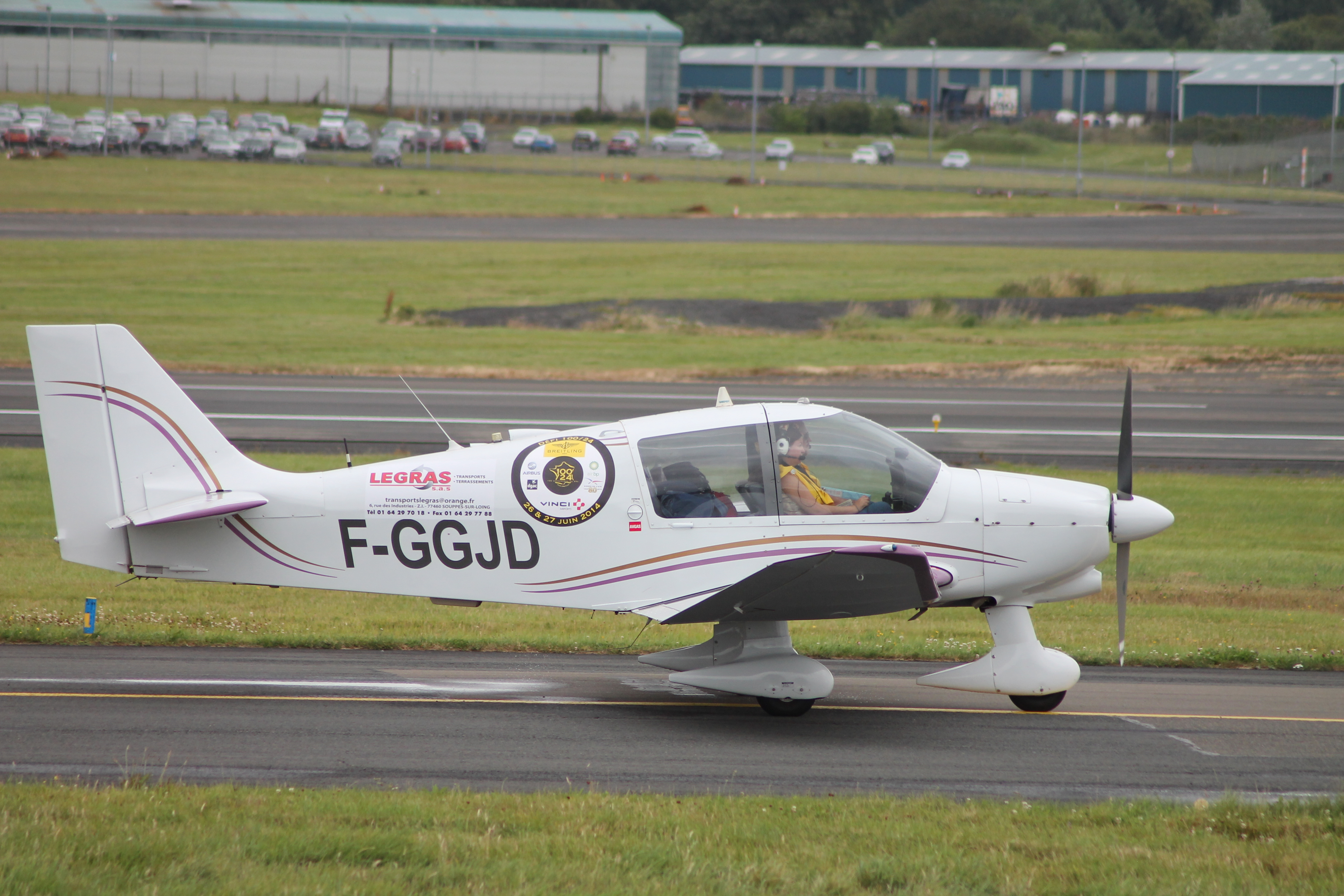
Robin DR-400 à l'aéroport de Glasgow-Prestwick en 2014.
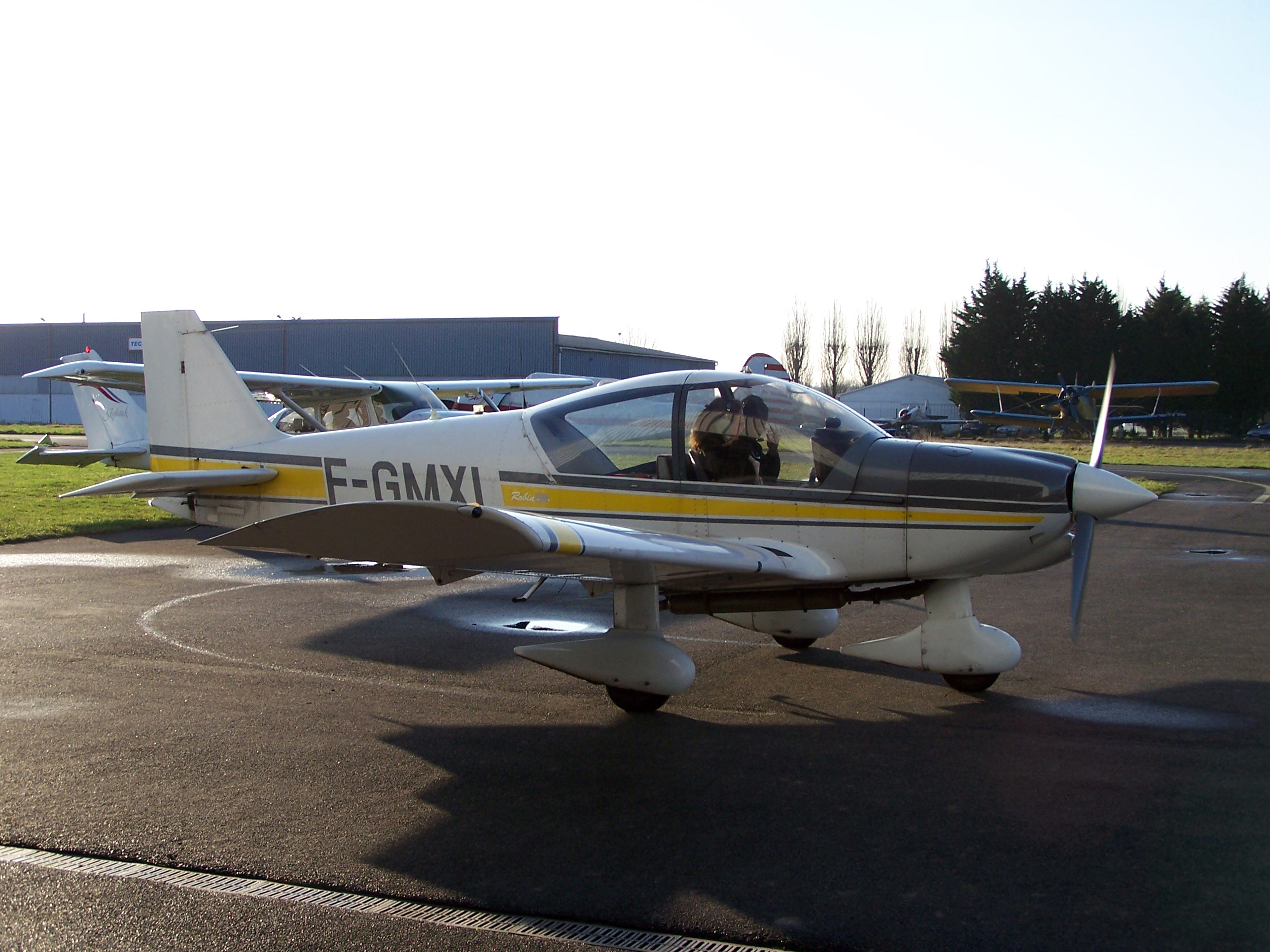
Robin HR-200.
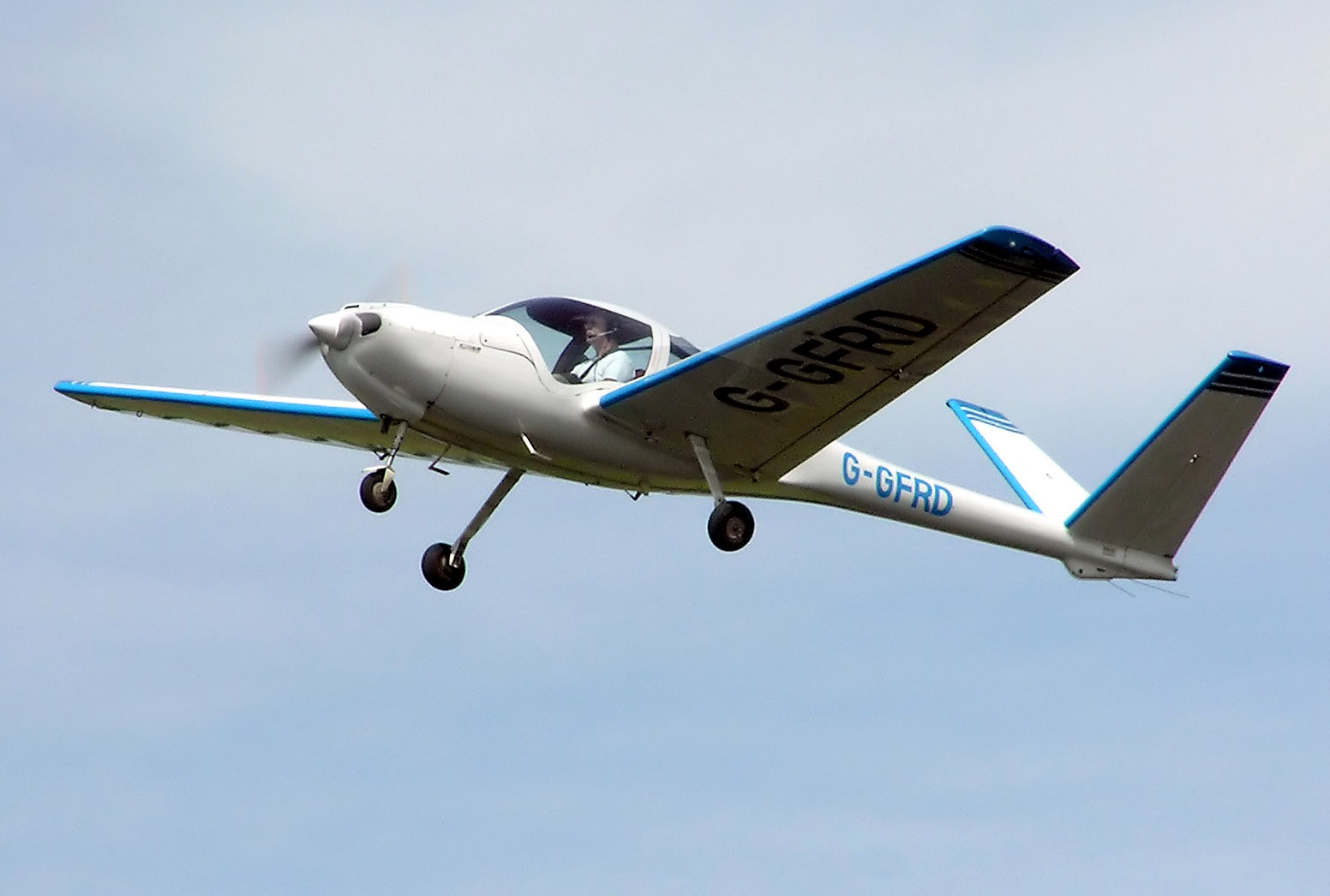
Robin ATL.